# Macaranga amissa
Macaranga amissa är en törelväxtart som beskrevs av Airy Shaw. Macaranga amissa ingår i släktet Macaranga och familjen törelväxter. Inga underarter finns listade i Catalogue of Life.